# Parc national de l'Isalo
Le parc national de l'Isalo est une aire protégée de Madagascar, déclarée parc national en 1999.
Le parc national protège une partie d'un massif de montagnes homonyme. Celui-ci est formé de grès jurassique, s’étendant sur près de cent kilomètres dans le sens nord sud, et entaillé de profonds canyons et hérissé de pics.
Le parc national d'Isalo a une superficie comprise entre 81 000 et 85 000 hectares selon les sources, s'étendant sur près de cent kilomètres dans le sens nord-sud. L'érosion de la roche y a taillé un relief ruiniforme variant de 820 à 1 240 m d’altitude avec des canyons profonds, des rivières, et une végétation rupicole abondante. Le parc est aussi le domaine des makis et autres lémuriens.
C'est le parc national le plus visité par les touristes internationaux à Madagascar.

## Géographie

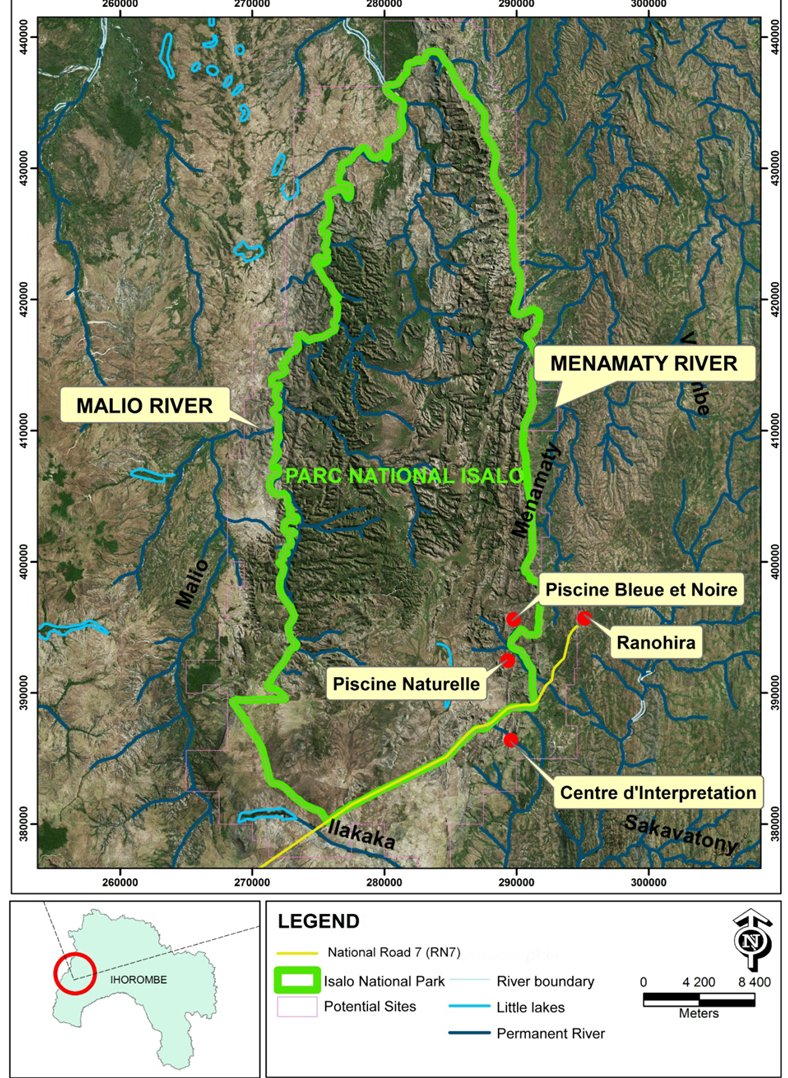
Carte hydrographique.

Le parc se situe dans la région Ihorombe, dans la partie sud-ouest de la province de Fianarantsoa. Il est à proximité de la route nationale 7, à près de 700 km au sud-ouest d'Antananarivo et à une trentaine de kilomètres au nord de Ranohira. D'une superficie de 86 570 hectares selon le WDPA, de 81 540 hectares selon  son organisme gestionnaire Madagascar National Parks,  il est délimité par la rivière Malio à l'ouest et par Menamaty à l'est, tous deux affluents du Mangoky.

## Géologie

### Formation et nature géologique
Le massif de l'Isalo se compose en grande partie de grès jurassiques épais, creusés de profonds canyons qui lui donnent une allure ruiniforme. Il est le résultat de sédiments compactés dans une fosse océanique, surélevés par la pression des plaques tectoniques et sculptés par l'action érosive du vent et de la pluie. On trouve des formations géologiques similaires dans le massif du Makay. Le mont Mintsinjoroy culmine à 1 304 mètres. À l'ouest du massif se dresse un ensemble tabulaire ponctué de cuirassements et de dômes sableux, tandis qu'à l'est un escarpement surplombe une dépression périphérique, point de contact entre le bassin sédimentaire et le socle cristallin.

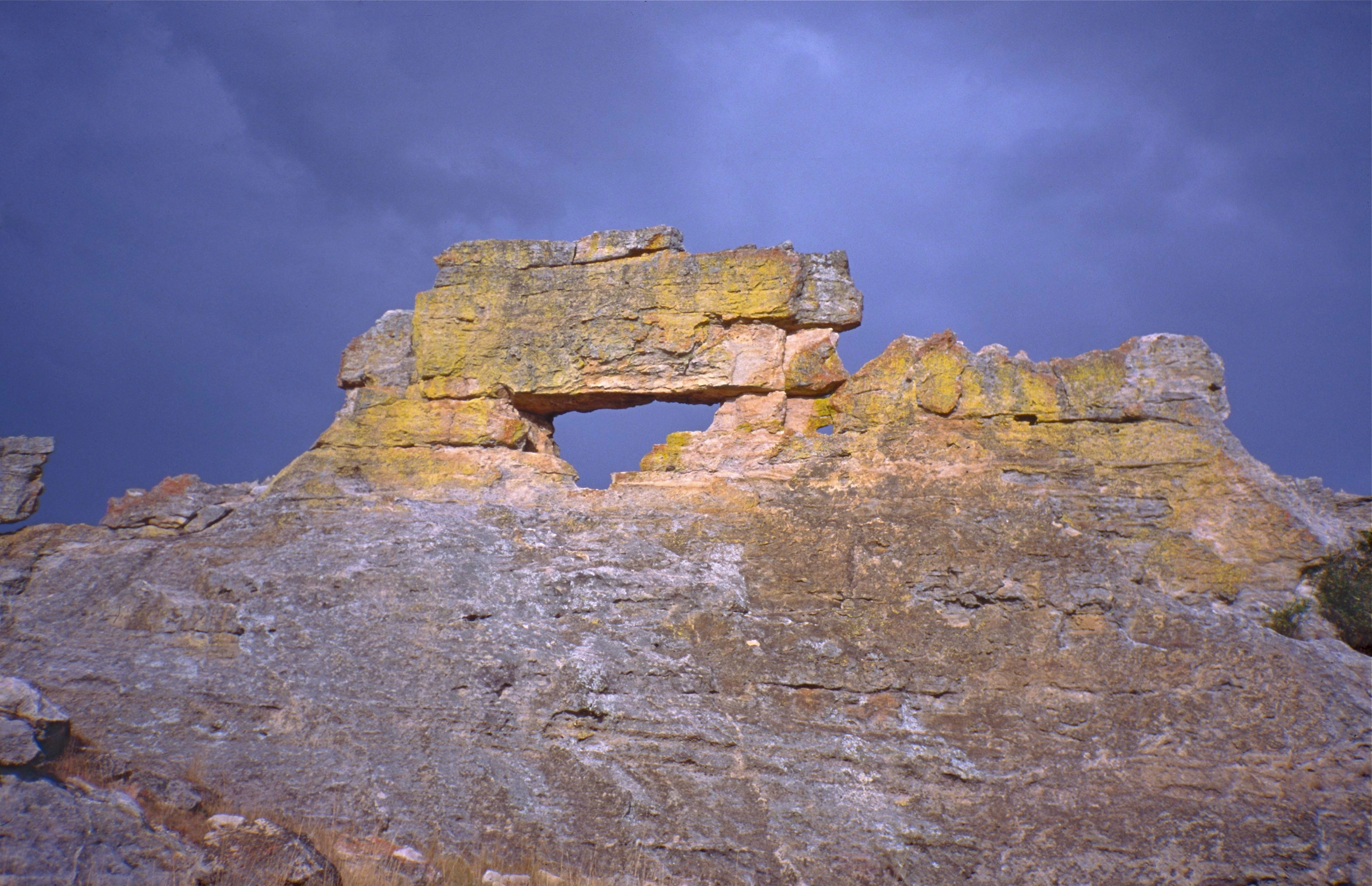
La fenêtre de l'Isalo.

Les formations géologiques dans le périmètre du parc appartiennent au sous-groupe « Isalo I » formé de grès, d'origine continentale,  du Trias supérieur, de sable et de conglomérats,.
Des objets géologiques particulièrement spectaculaires ainsi que les horizons riches en fossiles, situés dans le parc de l'Isalo, pourrait être valorisés dans le cadre des circuits touristiques, un certain nombre de ces éléments ont été inventoriés et décrits à partir de 2007 par des géologues. Les crânes et la fenêtre de l'Isalo, en sont deux exemples.

### Hydrographie
Il bénéficie d'un réseau hydrographique avantageux par rapport au reste de la région, jouant ainsi un rôle stratégique pour l'irrigation des rizières et la ville de Ranohira. En dehors des rivières susmentionnées, il compte également des plans d'eau comme le lac doré. Les pluies de la saison chaude tendent à atténuer les effets de la sécheresse, même si certains points d'eau s'avèrent fragiles.
L'un des éléments touristiques les plus importants est la présence de piscines naturelles.

Parc national de l'Isalo.
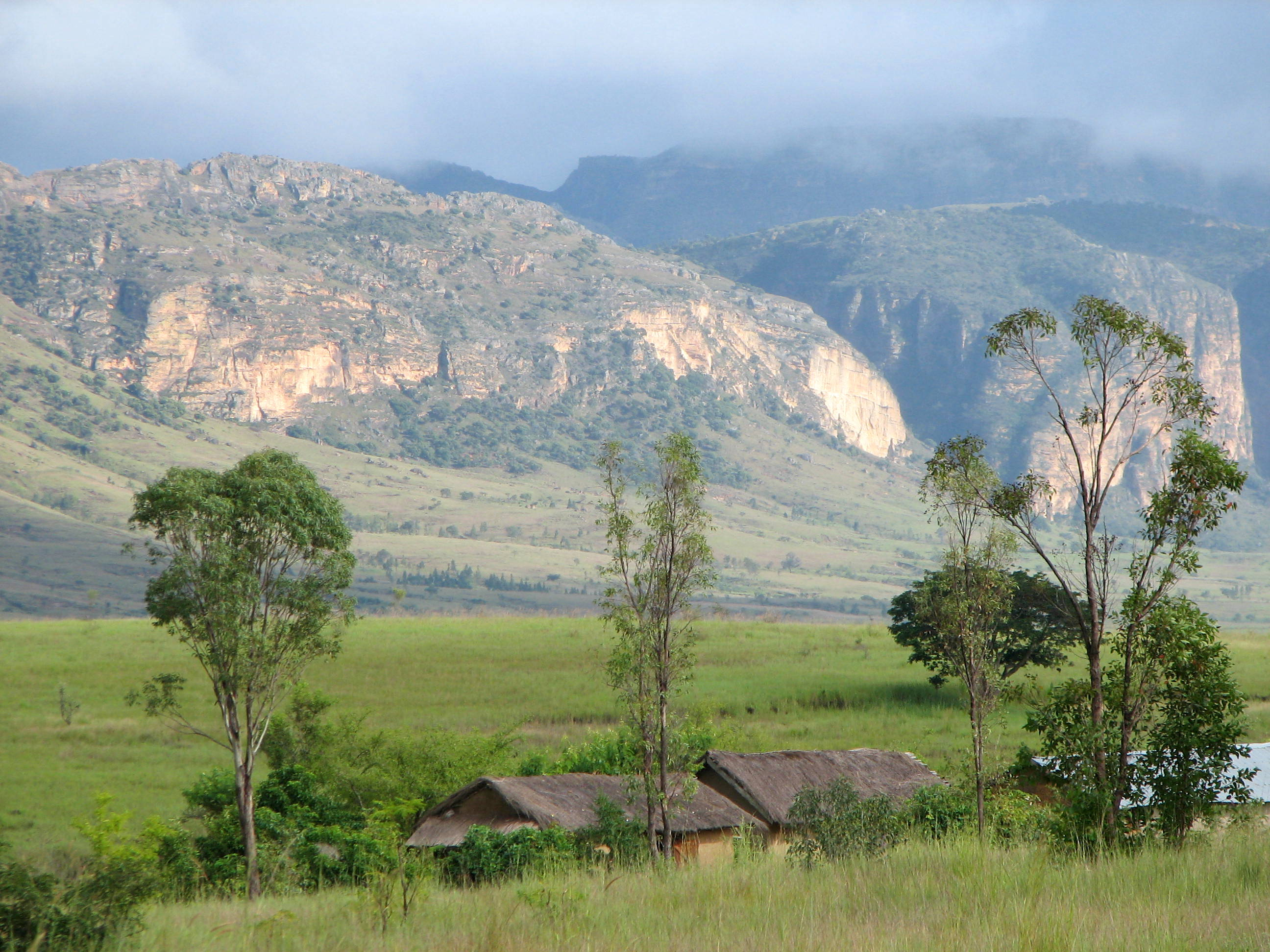
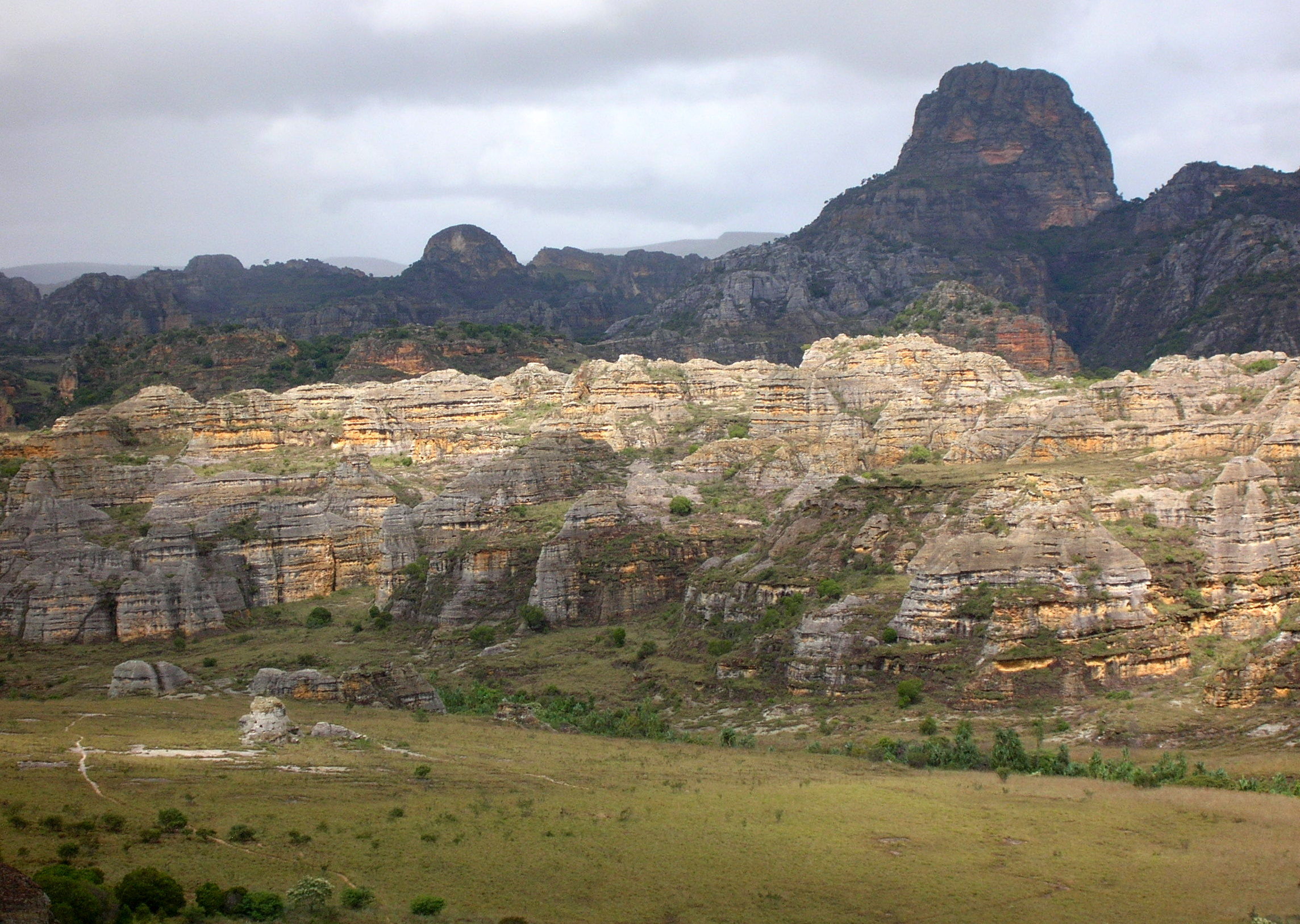
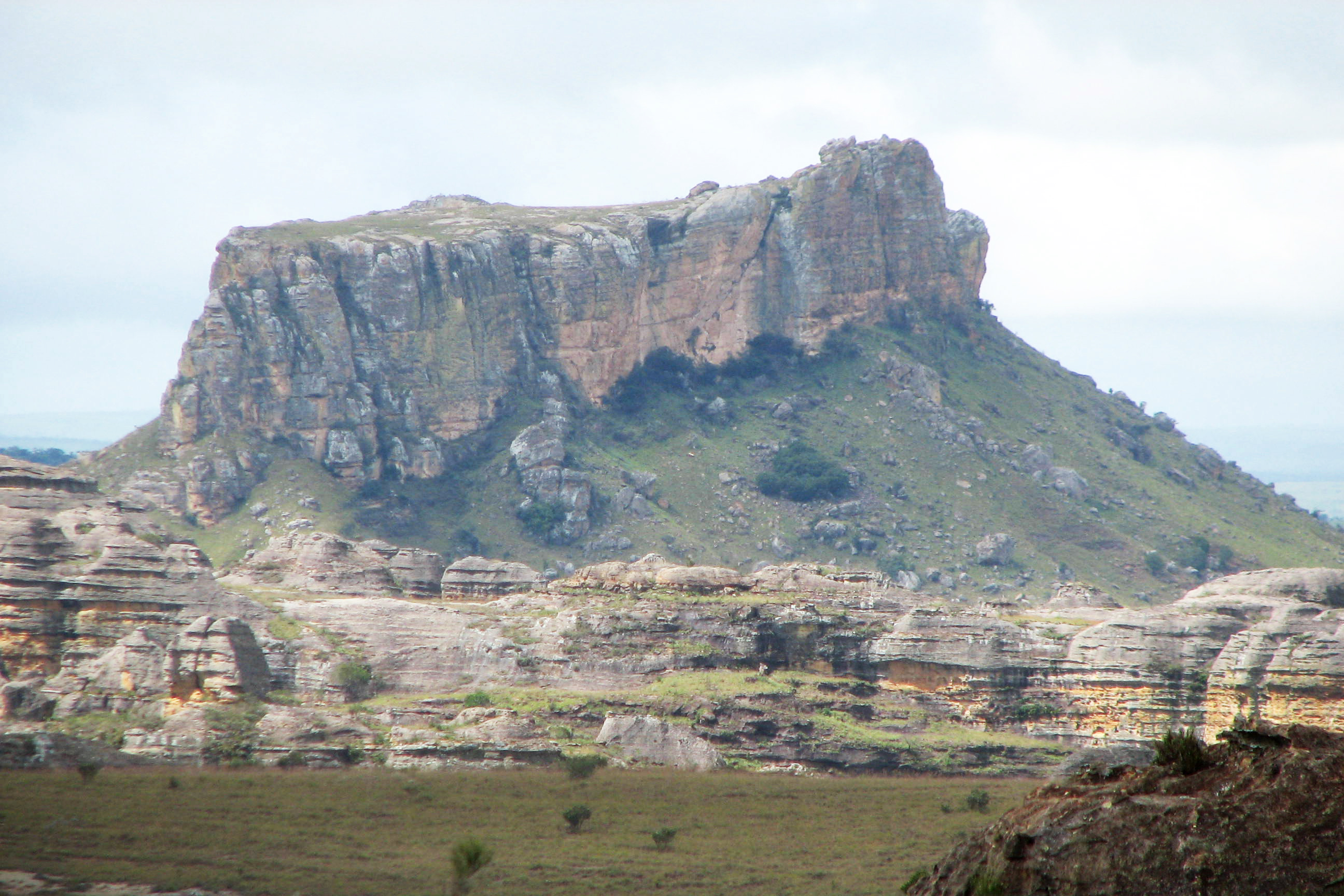
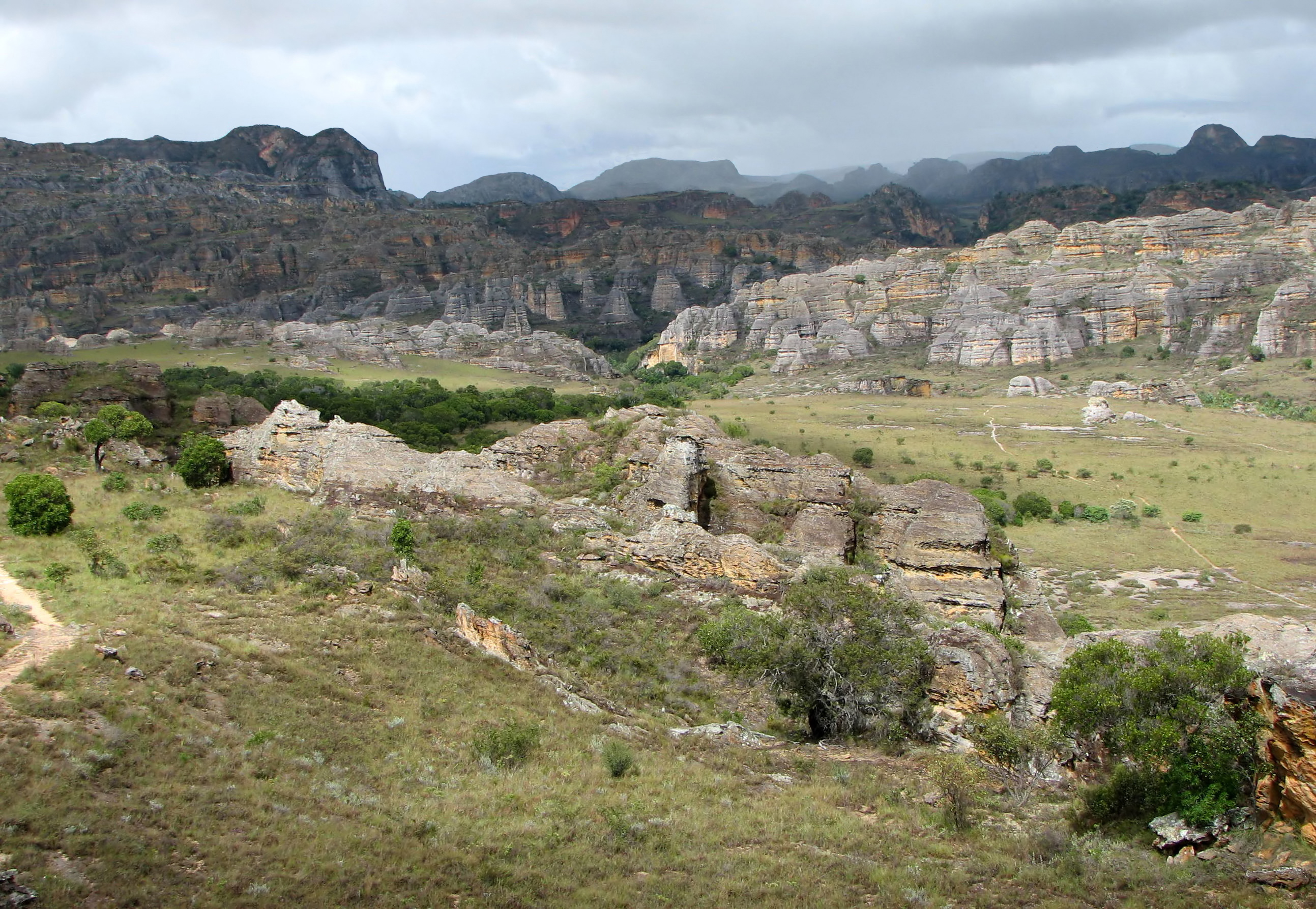

## Biodiversité

### Faune
77 espèces d'oiseaux ont été observées dans le parc, le Merle de roche de Benson Pseudocossyphus bensonii en particulier est notable par son endémisme restreint.
Quatorze espèces de lémuriens sont présentes, dont trois diurnes, à savoir le Maki catta, le Sifaka et le lémur fauve. 
La riche herpétofaune du site comprend 39 espèces dont trois sont endémiques : Tabeya vato, Oplurus quadrimaculatus, Typhlops arenarius.
Le massif de l'Isalo abrite une grande diversité d'amphibiens, ce qui est inattendu pour un environnement aride. Au minimum cinq espèces sont des endémiques strictes de l'Isalo : Mantella expectata, Gephyromantis azzurrae, G. corvus, Mantidactylus noralottae, et Scaphiophryne gottlebei.
Pour mieux comprendre l'écologie de la grenouille Scaphiophryne gottlebei, des chercheurs ont suivi quelques individus de cette espèce en danger, par radio télémétrie, pour la première fois à Madagascar, en 2013, dans le parc national de l'Isalo.

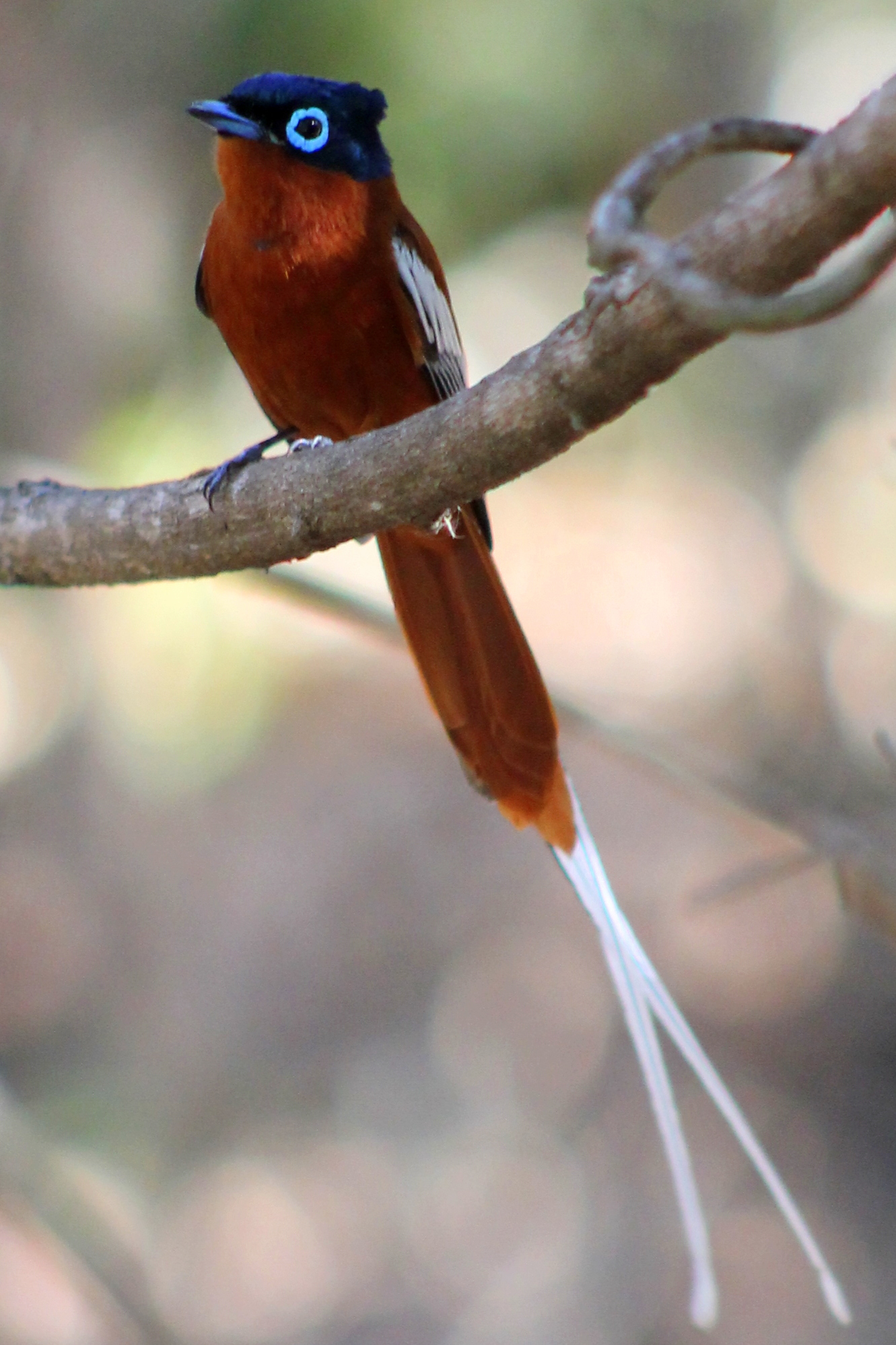
Un tchitrec malgache.
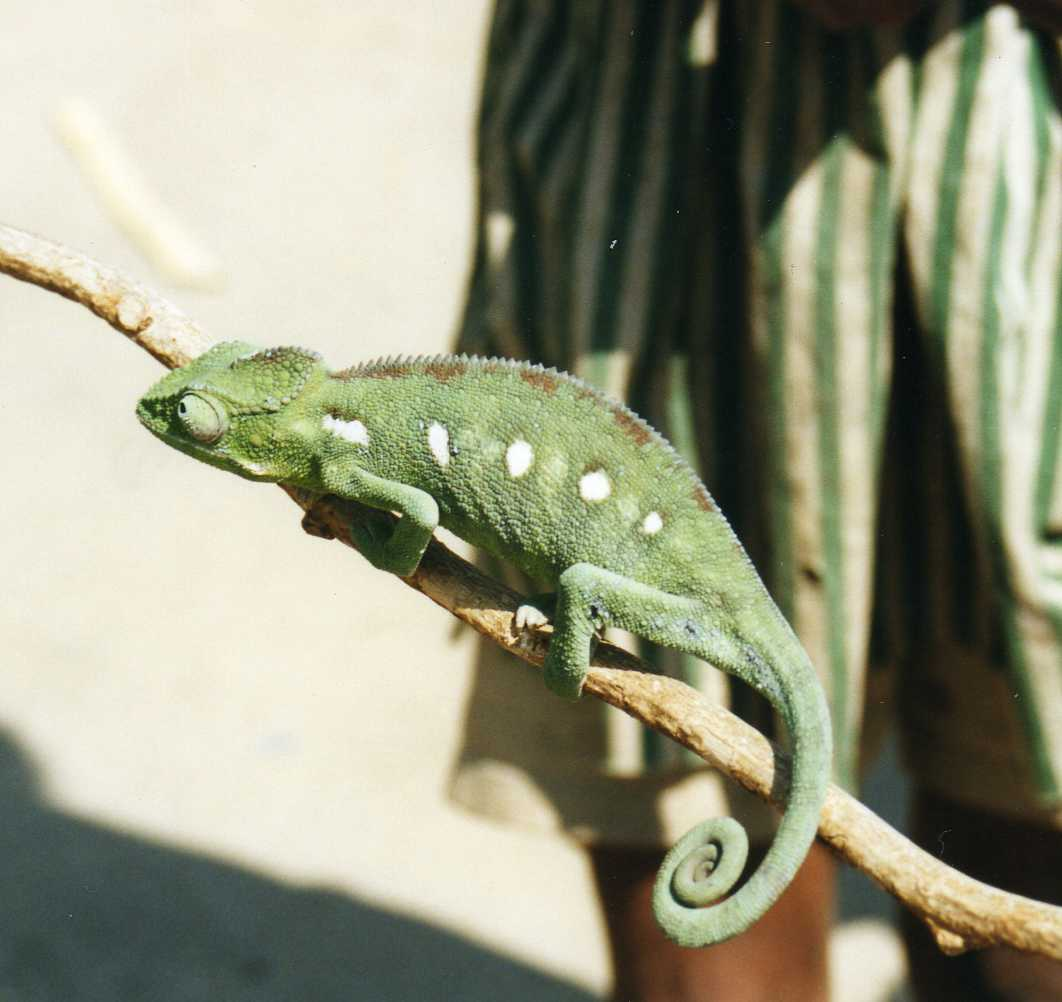
Furcifer oustaleti.
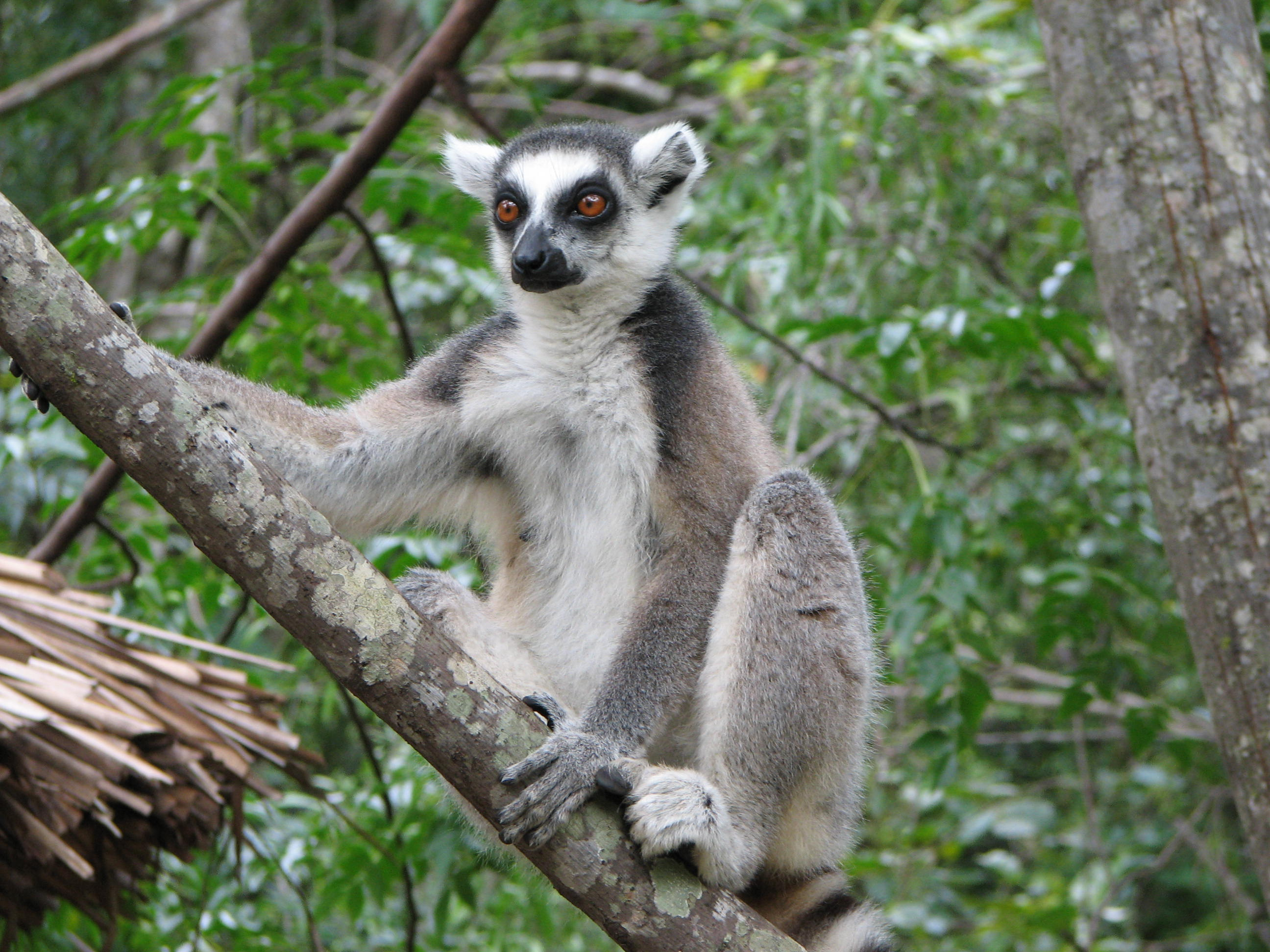
Lémur catta
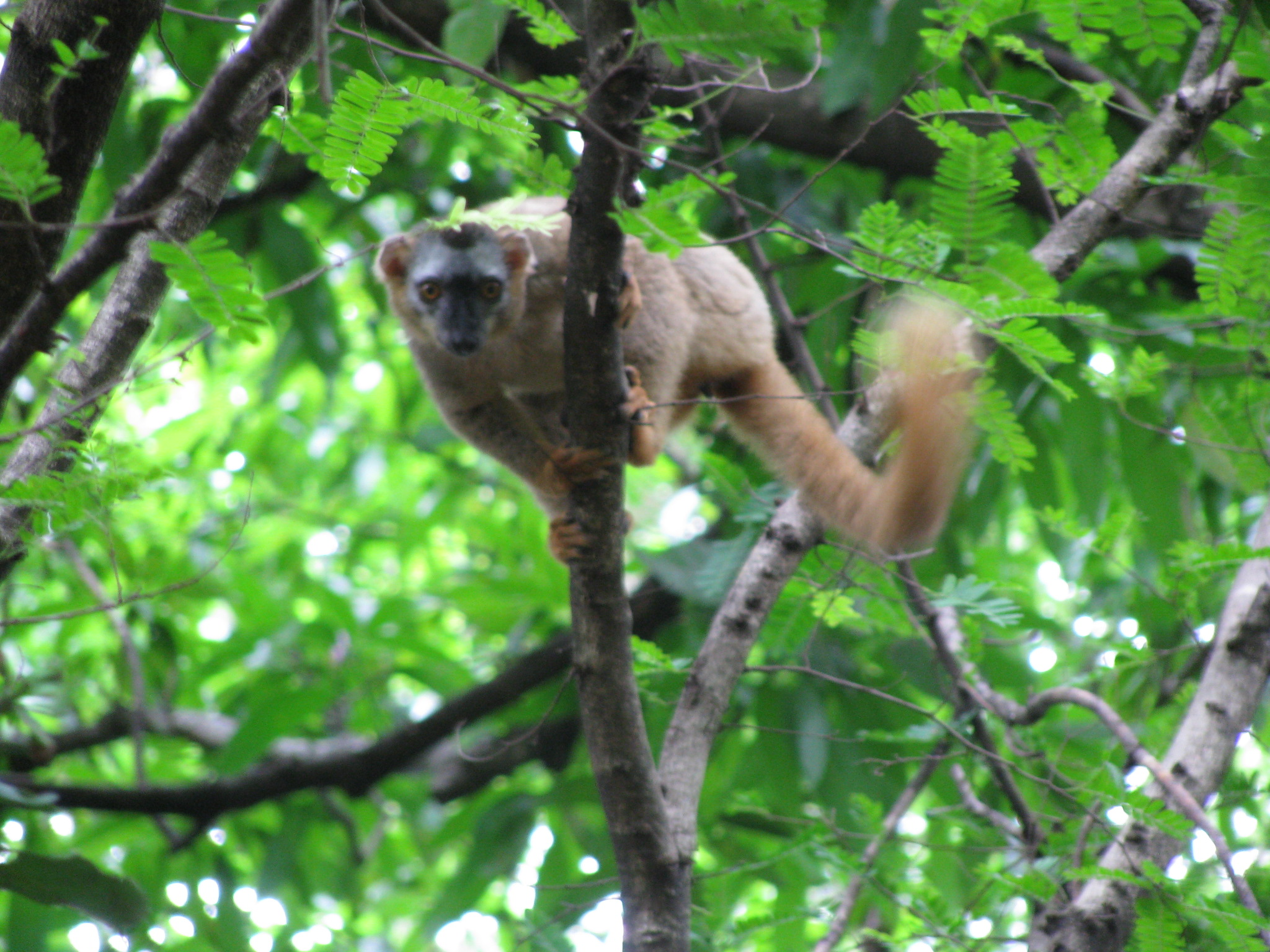
Lémur fauve.
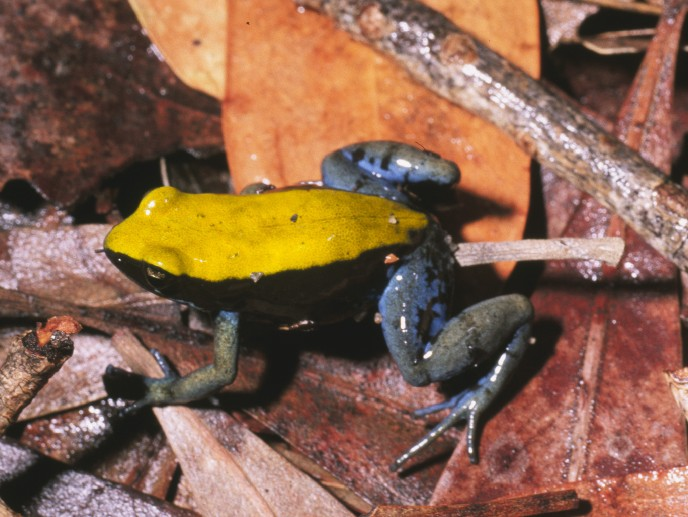
Mantella expectata

### Flore
La flore du parc national compterait 400 espèces, elle présente un taux important d'endémisme, ceci à différents niveaux : le Vontaka ou Pachypodium rosulatum de la famille des Apocynaceae et Aloes isaloensis sont endémiques de l'île rouge, la plante médicinale Catharantus ovalis, de la région Ihorombe, et Bismarkia nobilis le palmier de l'Isalo est endémique de la plaine du Zomandao,.

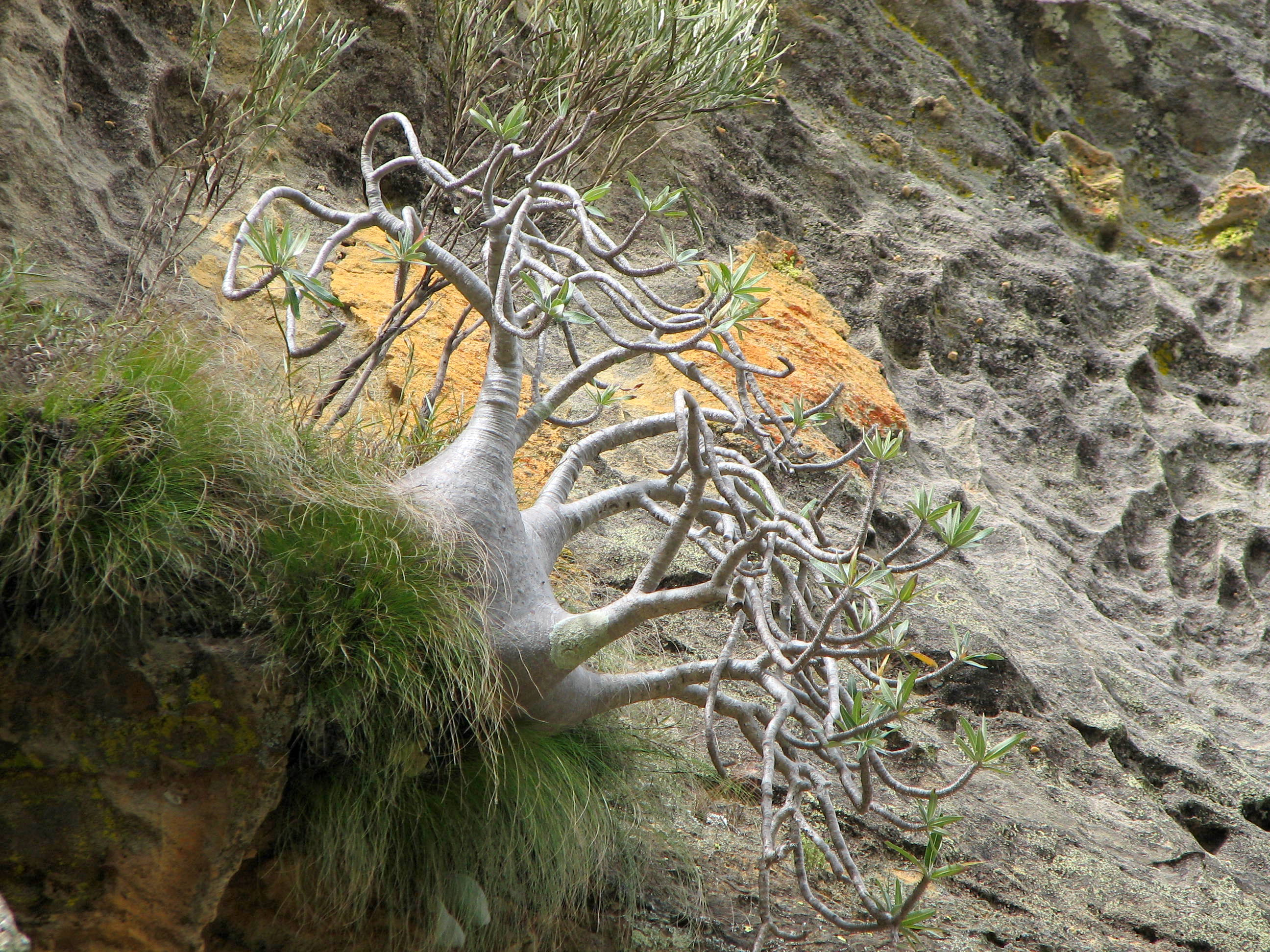
Pachypodium Rosulatum Gracilius (« pied d'éléphant »).
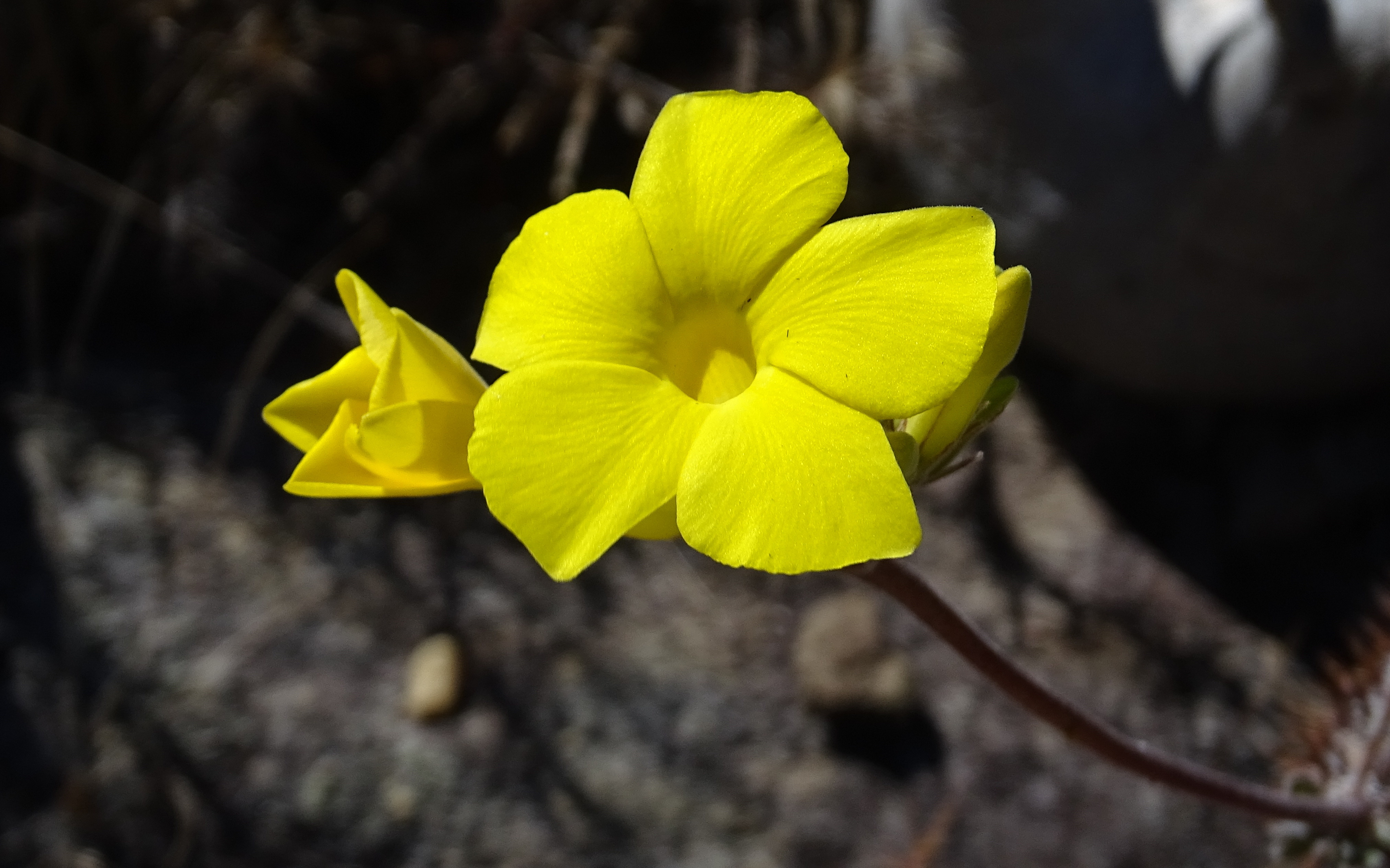
Fleur de Pachypodium Rosulatum Gracilius.
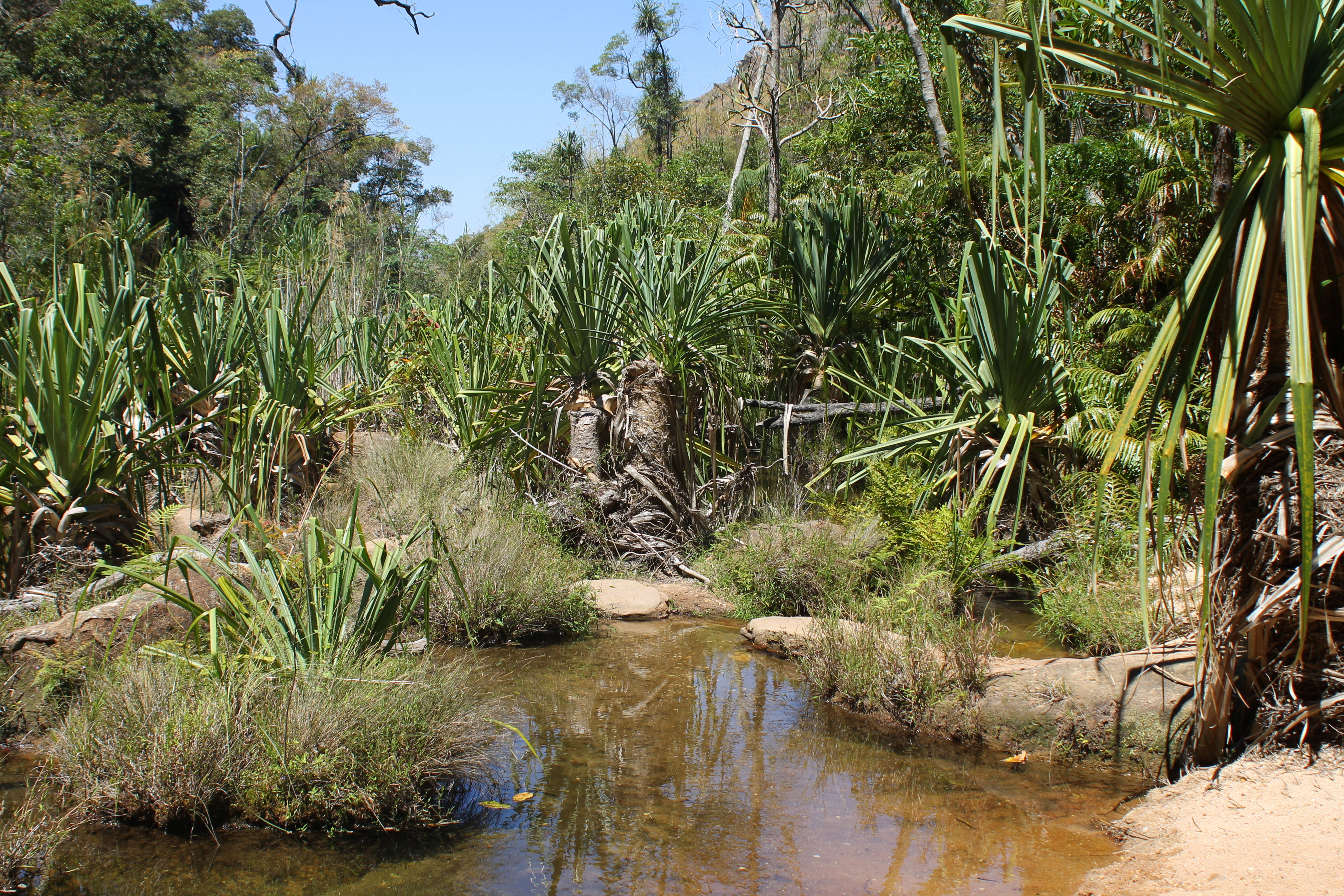
Pandanus dans le parc national
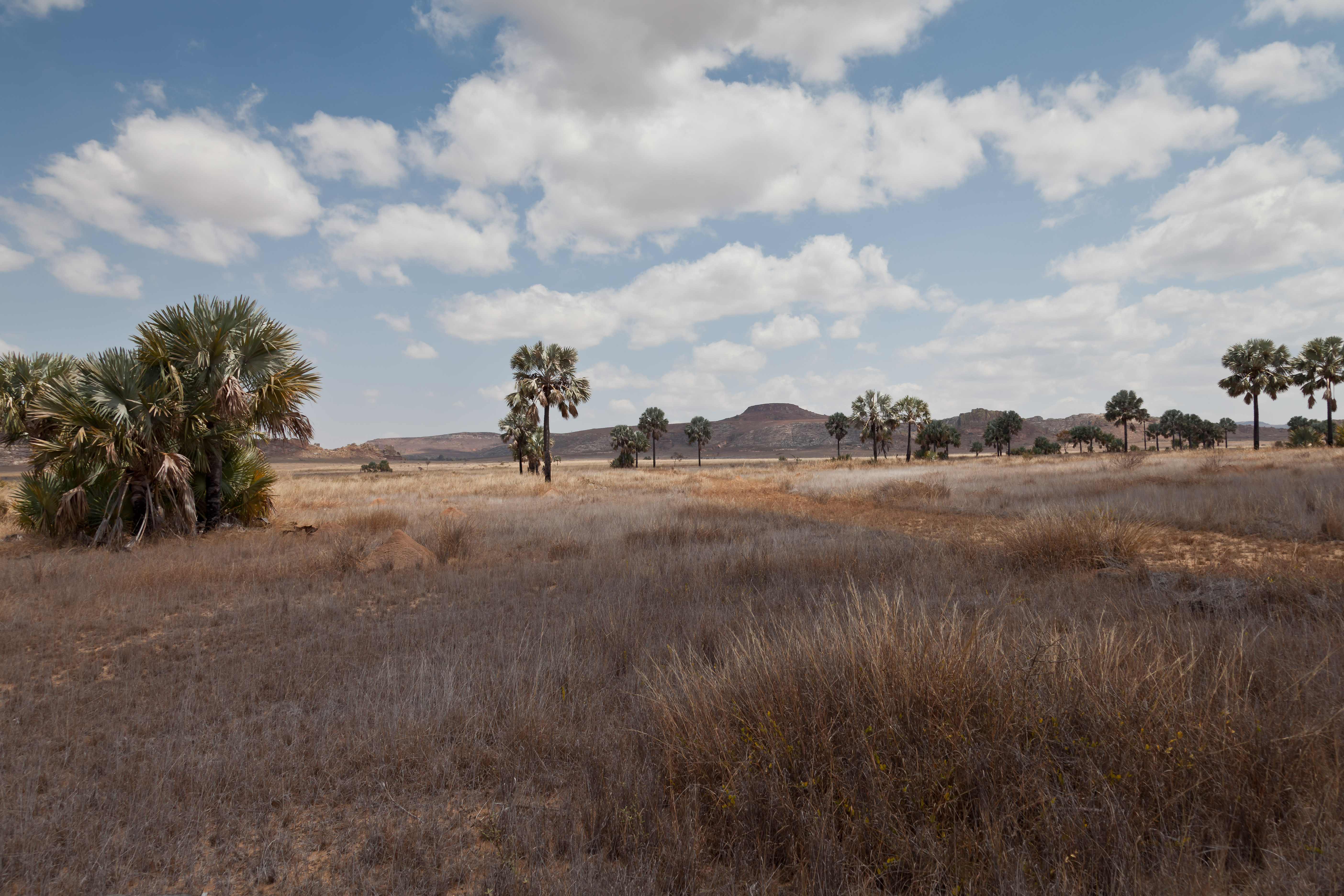
Bismarckia nobilis

### Écosystèmes
Il existe six formations végétales principales dans le parc de l'Isalo  : 
- la forêt sclérophylle (du grec skleros, dur, sec) à Uapaca bojeri, cette espèce, largement dominante, est parfois accompagnée de Asteropeia cf. rhopaloides Sarcolaena isaloensis ;
- la forêt humide dans le fond des canyons les plus ombragés, la composition est semblable à celle de la forêt de l'est, dans certains endroits elle est formée par l'association d'espèces exotiques comme Melia azedarach, le manguier ou des plantes du genre Eugenia et s'est probablement établie après la création du parc national ;
- des forêts-galeries à Pandanus, dominées par P.pulcher ;
- la végétation rupicole (= des rochers), sur les rochers du massif de l'Isalo, on trouve des espèces comme le Pachypodium rosulatum, Aloe isaloensis, Xerophyta sp, Kalanchoe, Cynanchum et Euphorbia ;
- les fourrés secondaires (Vangueria madagascariensis-Aphloia theaeformis en phytosociologie) ;
- la savane dont l'origine est due à l'usage intensif de feux par le passé. Cette pseudo-steppe est dominée par des herbes des genres Aristida, Trachypogon ou Heteropogon. Malgré son origine anthropique, cette formation abrite de nombreuses espèces rares. Des feux occasionnels maîtrisés et le pâturage sont nécessaires pour maintenir ce milieu.

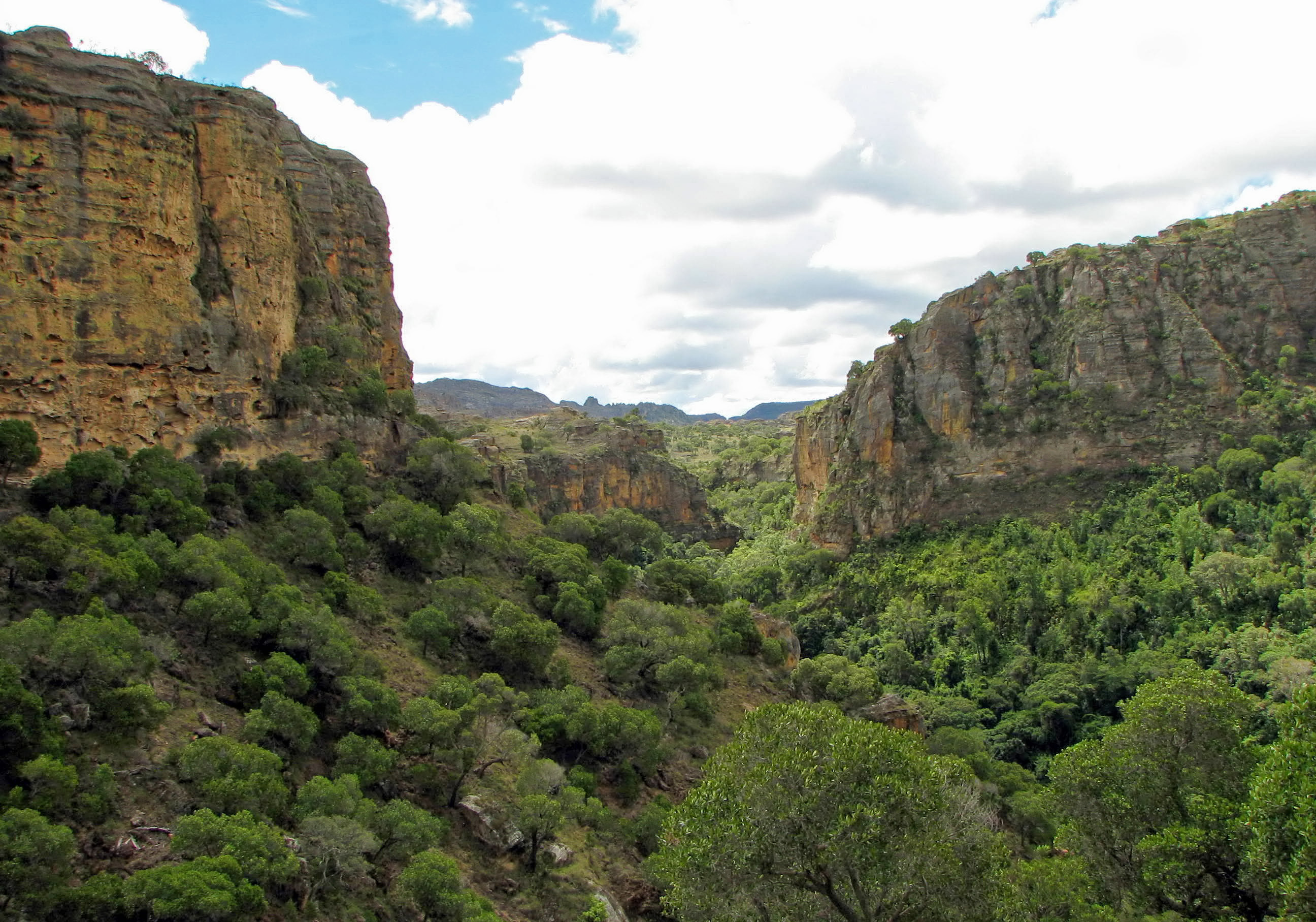
Forêt sèche.
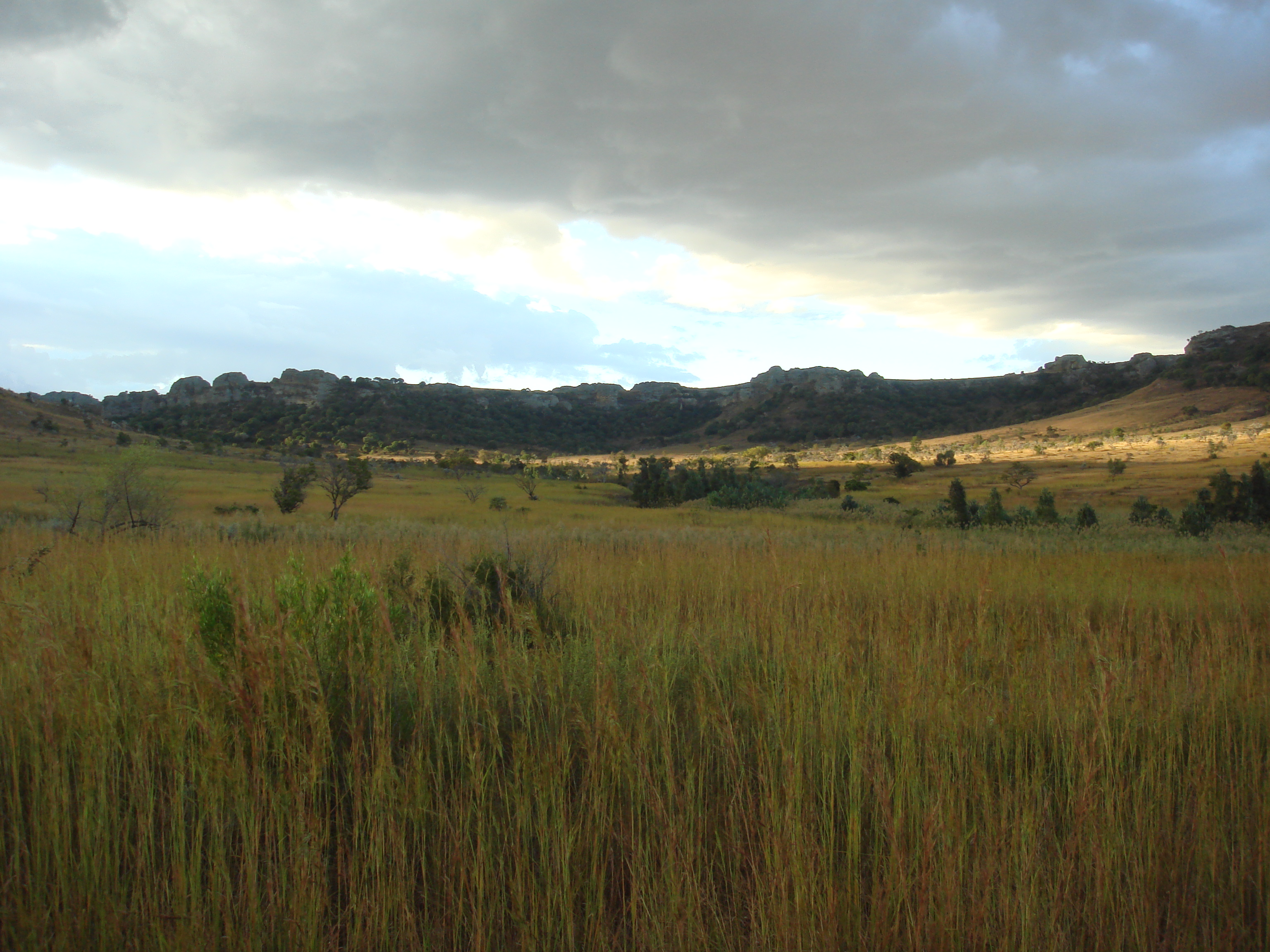
Savane.
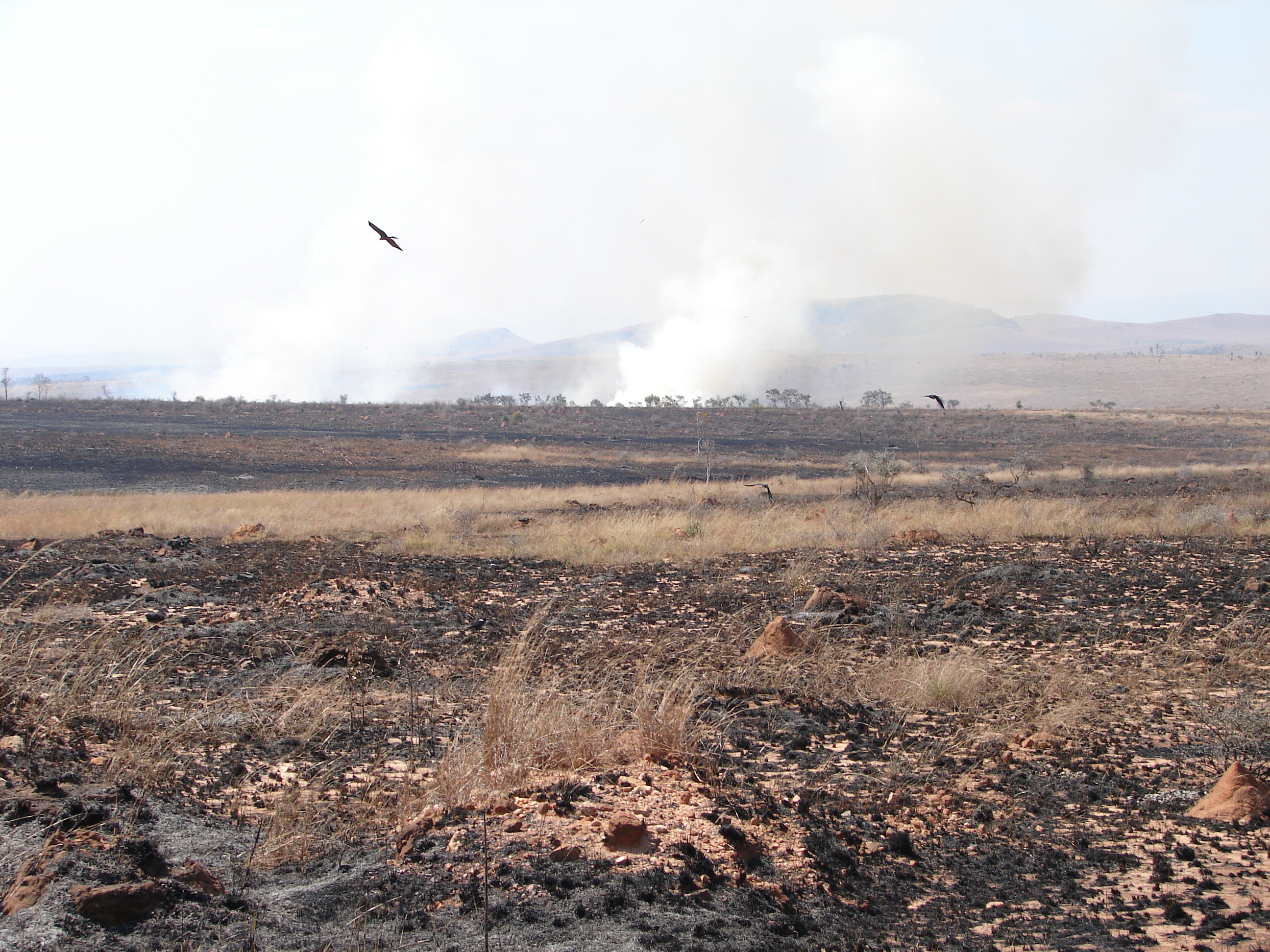
Brûlis.

## Patrimoine culturel — Archéologie
Trois sites ont fait l'objet d'études un peu poussées :
- Ambika : la dernière demeure du prince Bara « Ramieba », ce site est identifiable par la présence d'un talus de pierres sèches, des restes de poteries locales mais également d'origine européenne ou islamique y ont été découvertes, elles remonteraient au XIXe siècle ;
- Taolambiby : des trâces de plusieurs villages importants, probablement occupés au XVIe siècle y ont été identifiés, notamment des os de bovidés et des tessons de poteries avec des motifs colmobins ;
- la grotte de Tenika ou des Portugais est un abri sous-roche limité par un muret de briques blanches, probablement le site d'implantation d'un village construit vers la fin du XVIe siècle et resté actif jusqu'au XIXe siècle.

Des tombes bara ou sakalava peuvent être repérées dans plusieurs canyons.

## Peuplement
Le parc est situé en pays bara, peuple qui occupe les plateaux sud de Madagascar. Le massif présente une dimension sacrée et funéraire pour les Bara de l'Isalo. Sur cette terre des morts, des édifices mortuaires sont creusés dans des blocs épars du massif et des défunts, parfois issus de lignées royales, sont enterrés dans les failles. Il existe également des tranomboro, des maisons des esprits qui se retrouvent également chez les Vezo. L'élevage traditionnel de bovins, et en particulier de zébus, est encore une activité largement pratiquée, notamment sur les étendues herbeuses de Ranohira.

## Aménagement, gestion
Le parc national de l'Isalo est géré par l'association de droit malgache « Madagascar National Parks ». Cette dernière est le gestionnaire historique des aires protégées de Madagascar.

## Tourisme
Le parc national de l'Isalo est l'un des plus visités du pays. Les touristes sont majoritairement de nationalité française, d'une manière générale, les touristes viennent de pays occidentaux bien que le tourisme intérieur existe. Les Malgaches sont très présents parmi les visiteurs, cependant une bonne partie de ceux-ci sont des guides en repérage ou en formation. Précisement, 40 227 personnes ont visité le parc en 2009 (or c'était une très mauvaise année pour le tourisme à Madagascar, en raison des troubles politiques).
Selon une enquête menée en 2009, l'industrie touristique était, alors, encore largement à développer. De fait l'offre touristique était principalement basée sur les « groupes » organisés à l'avance, les transports manquaient à Ranohira, la ville la plus proche, et globalement les hôtels ne fournissaient pas d'informations sur les activités du parc. Quelque 50 % des revenus du parc sont dédiés au développement local, cependant les habitants de Ranohira ne participaient que faiblement en 2009, donc le « Comité d’orientation et de soutien des aires protégées » n'avait pas une bonne idée des projets qui pourraient profiter à la communauté locale en général.    
L'instabilité politique représente un danger pour l'industrie touristique, les troubles de 2009 ont considérablement fait baisser le nombre de touristes, en particulier anglo-saxons. La présence de groupes criminels armés (Dalaho) et les feux de brousses  « pourraient considérablement dissuader les touristes qui viennent à l’Isalo s’ils continuent de s’aggraver », selon l'auteur de l'enquête.